# Szlak kliprów

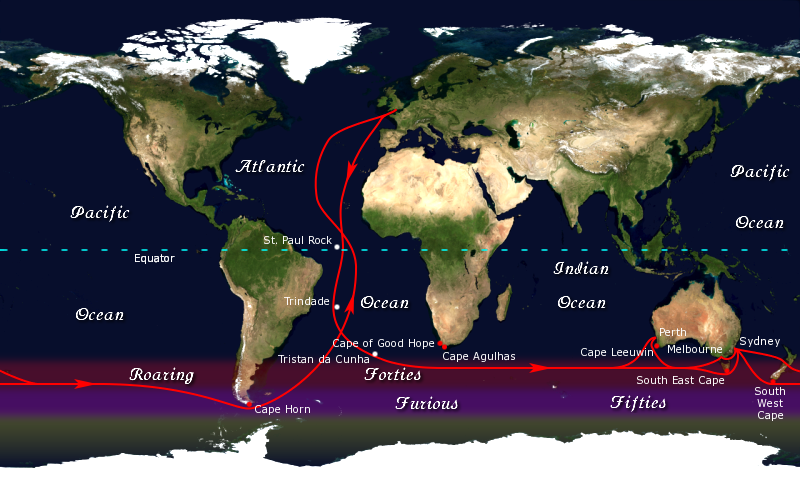
Szlak kliprów droga jaką przemierzały żaglowce w drodze pomiędzy Europą i Australią/Nową Zelandią.

Szlak kliprów – tradycyjna droga jaką obierały klipry w drodze pomiędzy Europą i Dalekim Wschodem, Australią i Nową Zelandią. Droga ta prowadziła z zachodu na wschód po Oceanie Południowym wzdłuż ryczących czterdziestek, gdzie były silne wiatry z kierunków zachodnich. Wiele kliprów ginęło, zwłaszcza koło Przylądka Horn.
Obecnie, po wybudowaniu Kanału Sueskiego i Kanału Panamskiego szlak kliprów przestał być używany do celów komercyjnych. Jest to często używana droga w żeglarskich wyścigach dookoła świata, np. VELUX 5 Oceans Race  oraz  Vendée Globe.